# تئودور فلیدنر
گئورگ هاینریش تئودور فلیدنر (۲۱ ژانویه ۱۸۰۰، اپ‌اشتاین؛ ۴ اکتبر ۱۸۶۴ کایزرورت) یک کشیش پروتستان آلمانی و بنیانگذار موسسهٔ خیریهٔ درمانی کایزرورت (به آلمانی: Kaiserswerther Diakonie) بود. وی به همراه همسرش فریدریکه فلیدنر همراه همسرش در "کایزرورت" در زمینهٔ کمک‌ها روحی، معنوی و درمانی فعالیت های گسترده‌ای انجام داد.

## زندگی

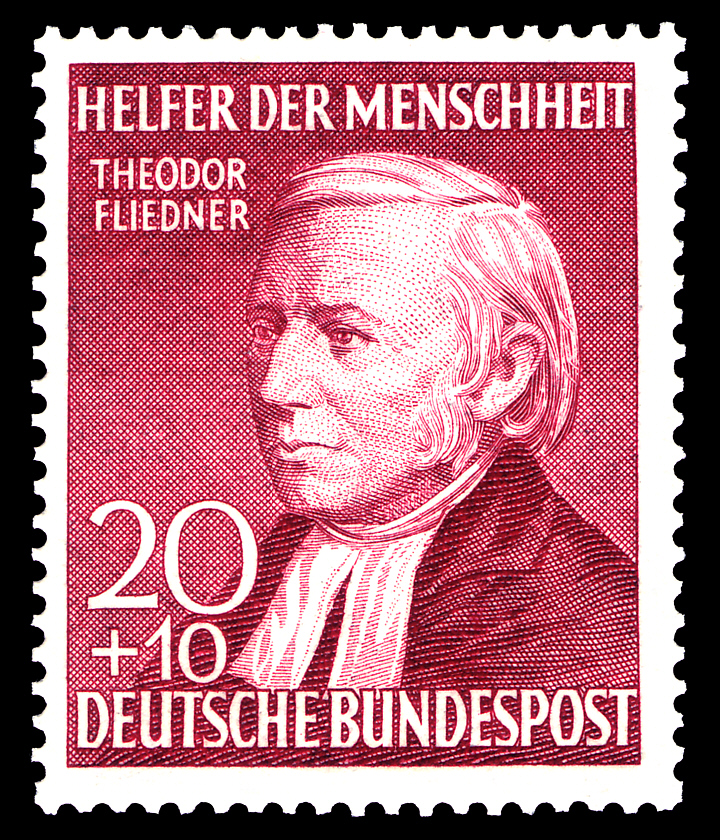
تمبر یادبود تئودور فلیدنر، آلمان، ۱۹۵۲

تئودور در سال ۱۸۰۰ بعنوان دهمین فرزند یاکوب لودویگ فلیدنر و همسرش هنریته متولد شد.